# Хосе Гонсальво Вівес

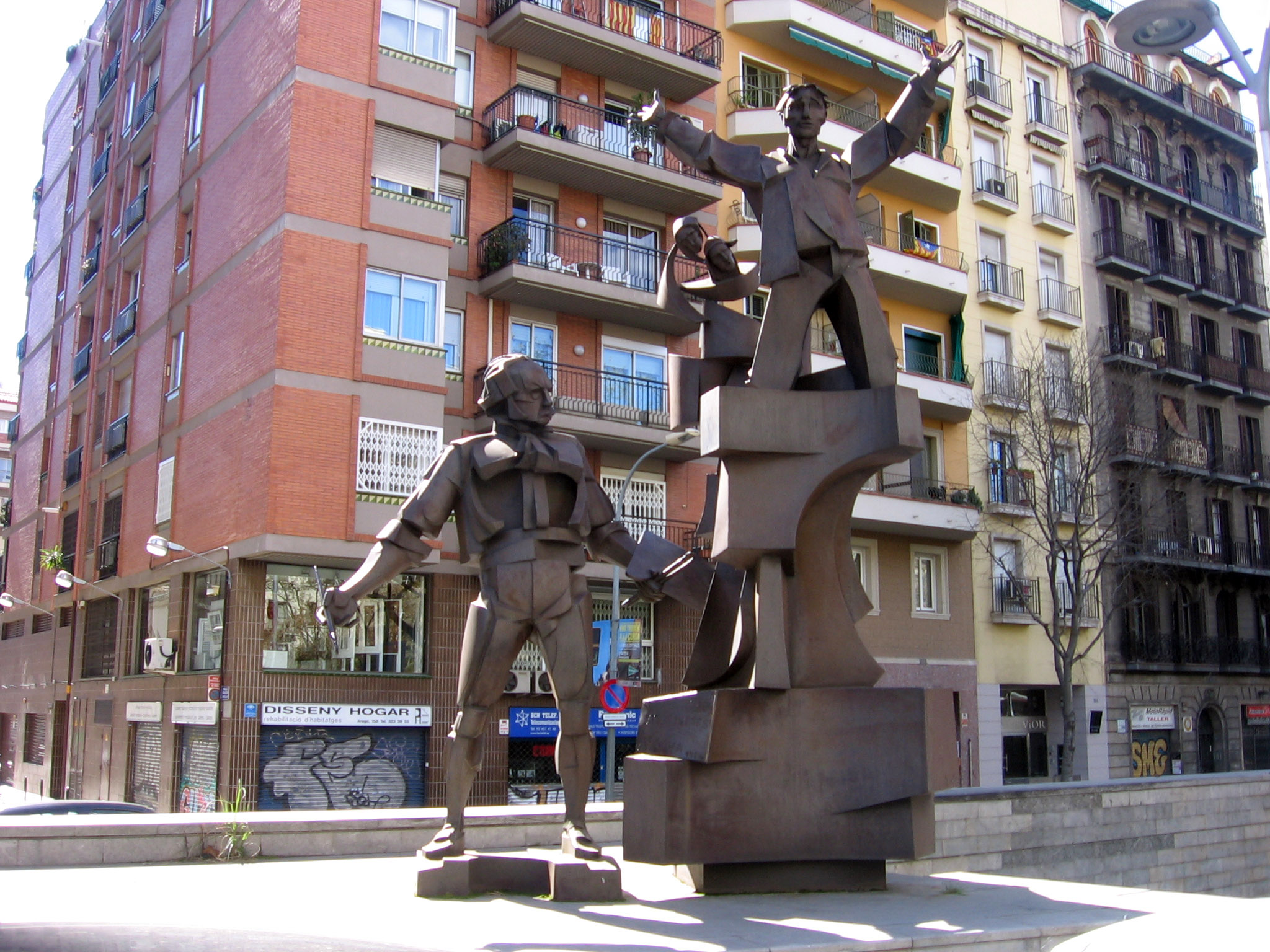
Хосе Гонсальво Вівес. «Монумент художнику Гойї» (1984), Барселона

Хосе Гонсальво Вівес (ісп. José Gonzalvo Vives; 27 липня 1929, Руб'єлос-де-Мора — 22 листопада 2010, Валенсія) — іспанський скульптор.
Навчався у Школі витончених мистецтв Сан-Фернандо у Мадриді і Школі витончених мистецтв Сан-Карлос у Валенсії. Академік Королівської академії витончених мистецтв Сан-Луїс в Арагоні. Виставки робіт проходили у Нью-Йорку та в багатьох містах Іспанії.
Роботи знаходяться у громадських місцях у Барселоні, Теруелі, Сарагосі, Валенсії, Аліканте, Алької та Альбасете.